# Pro Volleyball Federation
Pro Volleyball Federation är en professionell volleybollserie för damlag i USA. Den grundades som organisation 2022 och den första säsongen spelades våren 2024. Serien består 2024 av Atlanta Vibe, Columbus Fury, Grand Rapids Rise, Omaha Supernovas, Orlando Valkyries, San Diego Mojo och Vegas Thrill.
I USA finns även proffsserien Athletes Unlimited Pro Volleyball, som har ett annorlunda spelformat där spelarna inte fast tillhör ett visst lag samt NCAA Women's Division I Volleyball Championship för universitetslag. Utöver det planerar League One Volleyball att starta hösten 2024.
Det har tidigare funnits flera professionella volleybollserie för damer i USA: International Volleyball Association (1975-1980, mixedlag), Major League Volleyball (1987-1989) och United States Professional Volleyball League (2002).